# Scytalopus alvarezlopezi
Scytalopus alvarezlopezi — вид горобцеподібних птахів родини галітових (Rhinocryptidae). Описаний у 2017 році.

## Назва
Вид названо на честь колумбійського орнітолога Умберто Альвареса-Лопеса.

## Поширення
Ендемік Колумбії. Вид поширений вздовж тихоокеанського схилу Західних Анд від західної частини Чоко до південно-західної Антіокії.

## Опис
Довжина близько 12 см, а середня вага 25 г. Верхня частина тіла чорна, злегка з бурим відтінком на крупі і крилах, хвіст темно-коричневий. Підборіддя темно-сіре, у нижній частині переходить у чорнувате. Задні боки, нижня частина черевця і хризус темно-руді та чорні. Райдужка темно-коричнева, дзьоб чорний, ноги темно-коричневі.